# Amney Moutassime
Amney Moutassime (* 1. Juni 2004) ist ein italienisch-marokkanischer Fußballspieler.

## Karriere
Moutassime begann seine Karriere in der Jugendabteilung des italienischen Klubs FC Carpi. 2018 wechselte er zum Bundesligisten SC Freiburg. Nachdem er dort alle Jugendmannschaften durchlaufen hatte und zu drei Spielen in der B- und 19 Spielen in der A-Junioren-Bundesliga kam, bei denen ihm insgesamt sieben Tore gelangen, kam er auch zu seinem ersten Einsatz im Profibereich in der 3. Liga, als er am 19. März 2022, dem 31. Spieltag, beim torlosen Heimspiel gegen den 1. FC Kaiserslautern in der 65. Spielminute für Lars Kehl eingewechselt wurde.
Zum Saisonende 2021/22 verließ Moutassime den SCF. Nach einem Jahr der Vereinslosigkeit schloss er sich im Sommer 2023 dem FC Südtirol an. Dort war er für die U19 vorgesehen, in der er regelmäßig zum Einsatz kam. Nachdem er Mitte der Saison 2023/24 mehrere Male im Profikader stand, kam er am 23. Dezember 2023 im Spiel gegen Reggiana zu einem ersten Kurzeinsatz in der Serie B.
Am 30. Januar 2024 wurde er bei Südtirol fristlos entlassen, nachdem er das Auto eines Mitspielers entwendet haben soll und damit, ohne Führerschein, bei überhöhter Geschwindigkeit einen Unfall baute. Zur Saison 2024/25 schloss er sich dem baden-württembergischen Oberligisten TSG Balingen Fußball an.